# Тохта (Архангельська область)
Тохта (рос. Тохта) — село в Ленському районі Архангельської області Російської Федерації.
Населення становить 48 осіб. Входить до складу муніципального утворення Сафроновське поселення.

## Історія
Від 2004 року входить до складу муніципального утворення Сафроновське поселення.

## Населення
| 2002 | 2010 | 2012 |
| ---- | ---- | ---- |
| 87   | ↘51  | ↘48  |